# Love Ranch
Love Ranch è un film del 2010 diretto da Taylor Hackford e interpretato da Joe Pesci e Helen Mirren.
Il film è uscito nelle sale statunitensi il 30 giugno 2010

## Trama
Negli anni '70, Grace e Charlie Bontempo possedevano il primo bordello legale in Nevada, in un ranch vicino a Reno. Charlie firma un contratto con il pugile argentino Armando Bruza, ma a causa della sua fedina penale, è Grace che è legalmente il manager del pugile. Bruza si allena al ranch e, dopo un po', lui e Grace finiscono per innamorarsi.

## Produzione
Tratto da una storia vera, il film ricalca la storia di Joe (Giuseppe) Conforte (Augusta SR), 1926) emigrato negli Stati Uniti nel 1937. Trasferitosi da Dorchester ad Oakland, alla fine prese base nello stato del Nevada: nel 1955 acquista una fattoria e la trasforma in un bordello che ben presto diventa noto come il più grande del paese.
Ma la sua consacrazione come uomo d'ingegno e d'affari arriva nel 1967: Joe Conforte e sua moglie Sally Burgess iniziano la loro attività con il famoso Mustang Bridge Ranch in Storey County poi divenuto Mustang Ranch.
Conforte non si occupò solo di intrattenimento: fu anche il manager del pugile Oscar Bonavena. Bonavena venne ucciso da Ross Brymer, sua guardia del corpo. Alla base dell'omicidio pare ci fosse la gelosia di Conforte per una relazione con la moglie.